# Николај Денков
Николај Денков Денков (буг. Николай Денков Денков; Стара Загора, 3. септембар 1962) бугарски је политичар. Од 6. јуна 2023. до 9. априла 2024. године обављао је функцију председника Владе Бугарске, а пре тога је био министар просвете и науке. По струци је физичар, физички хемичар и хемичар. Члан је Бугарске академије наука и предавач на Универзитету у Софији.